# Манн, Генри
Генри Бертольд Манн (27 октября 1905 года, Вена — 1 февраля 2000 года, Тусон) — австрийский и американский математик еврейского происхождения.

## Биография: ранние страницы
Родился в Вене (в то время столица Австро-Венгрии) в еврейской семье. В 1935 получил степень по математике в Венском университете, выполнив работу под руководством Филиппа Фюртвенглера. В 1938 эмигрировал в США. Жил в Нью-Йорке, добывая средства на пропитание занятиями со студентами. Затем работал в нескольких университетах и исследовательском центре Армии США.

## Исследования

### Теория чисел
Г.Б.Манн доказал гипотезу Шнирельмана — Ландау, известную из аддитивной теории чисел.  За свои результаты в этой области он в 1946 году получил премию Коула.

### Статистика
В 1942 году Фонд Карнеги предоставил Манну стипендию для изучения статистики в рамках работы группы по исследованию операций Гарольда Хотеллинга в Колумбийском университете. Его группа также поддерживала Абрахама Вальда. Вальд и Манн сотрудничали в работе над несколькими публикациями. В статистике Манн известен U–статистикой ("Манна-Уитни") и связанной с ней проверкой гипотез для непараметрических статистик. Сотрудничая с Вальдом, Манн доказал теорему Манна–Вальда из асимптотической статистики и эконометрики.

### Планирование эксперимента
Г.Б.Манн опубликовал первую математическую книгу по планированию эксперимента (1949), принципы которой впоследствии позволили статистикам разрабатывать и анализировать индивидуальные эксперименты. Подобно современным книгам из серий "самопомощь" или "как это сделать", более ранние книги давали простые для понимания примеры, но мало теории, кроме призывов следовать трем принципам Рональда А. Фишера: "копировать", "держать под контролем" (например, с помощью блокировки) и "рандомизировать" (распределение обработок по подразделениям). Согласно Джонсону (Johnson, 1951), в более ранних книгах приводились полезные примеры разработанных экспериментов наряду с дисперсионным анализом проекта, но не были заложены основы построения новых проектов для новых задач.

## Биография: поздние страницы
В 1946 году Манн вернулся в Университет штата Огайо, где проработал профессором математики до своей отставки в 1964 году. Затем Манн стал профессором математического исследовательского центра армии США при Университете Висконсин–Мэдисон в 1964-1971 годах. Манн был профессором Аризонского университета в 1971-1975 годах. Среди его докторантов были Джордж Марсалья и Уильям Ислас Велес.
Скончался в Тусоне, штат Аризона.

## Публикации
- Mann, Henry B. (1942). A proof of the fundamental theorem on the density of sums of sets of positive integers. Annals of Mathematics. Second Series. 43 (3). Annals of Mathematics: 523–527. doi:10.2307/1968807. ISSN 0003-486X. JSTOR 1968807. MR 0006748.
- Mann, H. B.; Whitney, D. R. (1947). On a Test of Whether one of Two Random Variables is Stochastically Larger than the Other. Annals of Mathematical Statistics[англ.]. 18 (1): 50–60. doi:10.1214/aoms/1177730491. MR 0022058. Zbl 0041.26103.
- Mann, H. B. Analysis and design of experiments: Analysis of variance and analysis of variance designs. — New York, N. Y. : Dover Publications, Inc, 1949. — P. x+195.
- Mann, Henry B. Introduction to algebraic number theory (With a chapter by Marshall Hall, Jr.). — Columbus, Ohio : The Ohio State University Press, 1955. — P. vii+168.
- Mann, Henry B. Addition theorems: The Addition theorems of group theory and number theory. — Corrected reprint of 1965 Wiley. — Huntington, New York : Robert E. Krieger Publishing Company, 1976. — ISBN 0-88275-418-1.

- Mann, Henry B. A proof of the fundamental theorem on the density of sums of sets of positive integers (англ.) // Annals of Mathematics : journal. — Annals of Mathematics, 1942. — Vol. 43, no. 3. — P. 523—527. — ISSN 0003-486X. — doi:10.2307/1968807. — JSTOR 1968807.
- Mann, H. B.; Whitney, D. R. On a Test of Whether one of Two Random Variables is Stochastically Larger than the Other (англ.) // Annals of Mathematical Statistics[англ.] : journal. — 1947. — Vol. 18, no. 1. — P. 50—60. — doi:10.1214/aoms/1177730491. — Zbl 0041.26103.
- Mann, H. B. Analysis and design of experiments: Analysis of variance and analysis of variance designs (англ.). — New York, N. Y.: Dover Publications, Inc, 1949. — P. x+195.
- Mann, Henry B. Introduction to algebraic number theory (With a chapter by Marshall Hall, Jr.) (англ.). — Columbus, Ohio: The Ohio State University Press, 1955. — P. vii+168.
- Mann, Henry B. Addition theorems: The Addition theorems of group theory and number theory (англ.). — Corrected reprint of 1965 Wiley. — Huntington, New York: Robert E. Krieger Publishing Company, 1976. — ISBN 0-88275-418-1.